# Hnidyn
Hnidyn (ukr. Гнідин) – wieś na Ukrainie, w obwodzie kijowskim, w rejonie boryspolskim. W 2001 liczyła 2348 mieszkańców, spośród których 2254 wskazało jako ojczysty język ukraiński, 86 rosyjski, 5 białoruski, a 3 inny.